# Mon frère (roman)
Pour les articles homonymes, voir Mon frère.
Mon frère (titre original en anglais : My Brother) est un roman américain de Jamaica Kincaid publié originellement en 1997 aux éditions Farrar, Straus and Giroux. La traduction française paraît le 7 janvier 2000 aux éditions de l'Olivier et reçoit la même année le prix Femina étranger.

## Éditions
- Éditions de l'Olivier, 2000,  (ISBN 9782879292151)[1]
- Éditions Points, 2001,  (ISBN 978-2020484947)